# Chiesa di San Michele Arcangelo (Ruvo di Puglia)
La chiesa di San Michele Arcangelo è un edificio sacro di Ruvo di Puglia sito in Corso Piave. Il tempio è collegato al convento dell'Ordine dei frati minori osservanti sorto, assieme all'originaria chiesa crollata nella prima metà del XVIII secolo, per volere di san Francesco d'Assisi di passaggio da Ruvo. Attualmente il convento ospita una casa di riposo.

## Storia
Secondo la tradizione san Francesco d'Assisi, di ritorno dal Gargano, sostò a Ruvo esortando il popolo a fondare una nuova chiesa sui resti di un tempio abbandonato di rito greco cristiano, appartenuto ai monaci basiliani. La nuova chiesa fu così costruita e intitolata a san Michele Arcangelo e vi si insediò l'Ordine dei frati minori osservanti nel convento adiacente. Tuttavia le prime notizie dell'esistenza di questo luogo di culto risalgono soltanto al XV secolo quando il feudatario di Ruvo, Gabriele Del Balzo-Orsini, inviò la richiesta di autorizzazione al papa Niccolò V di ristrutturare e riedificare la chiesa ed il convento a spese dei cittadini. A distanza di poco tempo però la chiesa crollò e tra il 1744 e il 1775 fu riedificata l'intera struttura.

## Descrizione
La facciata appare in stile tardo barocco, il portale è sormontato da un architrave che fa da base ad una nicchia in cui è collocata la statua di san Michele scolpita in pietra locale. La facciata è divisa in due ordini e nel superiore spicca il finestrone racchiuso tra le lesene. Il prospetto termina con le volute, culmine delle ali laterali, che terminano con un acroterio per parte.
L'interno in stile barocco è costituito da un'unica navata e da una lunga serie di cappelle private, espressione della potenza delle antiche famiglie nobili ruvestine. Nella chiesa è di notevole interesse il crocifisso ligneo della cappella Cotugno, una pregevole statua dell'Immacolata, il sontuoso altare barocco e i dipinti del coro. Innanzi all'altare è inoltre sepolto il frate minorita beato Bernardino da Ruvo, morto nel 1522 in concetto di santità. Ma i pezzi più notevoli dell'arredo di questo edificio sacro sono i capolavori del pittore fiammingo Gaspar Hovich, L'adorazione dei magi del 1613 e La Madonna degli Angeli fra i santi Francesco e Giovanni Battista del 1598. Altre opere d'arte di rilievo sono la tela del Gliri raffigurante il santo Salvatore da Horta e il quadro di san Michele Arcangelo di Leonardo Antonio Olivieri.
Il convento invece presenta nel chiostro un ciclo di affreschi relativi alla vita di san Francesco ed è attualmente adibito a casa di riposo e sala conferenze.